# 표현형

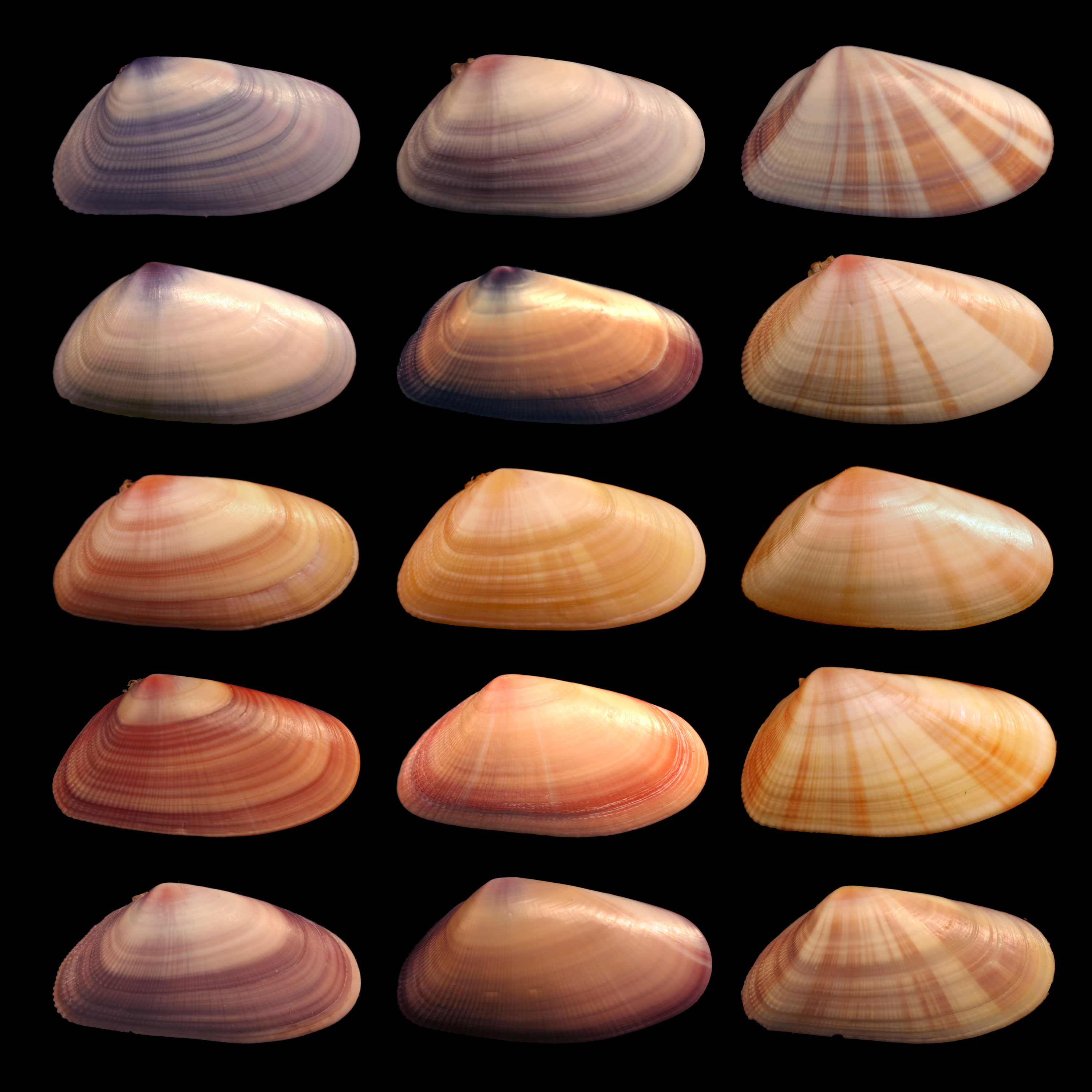
이매패류 연체동물 종인 도낙스 변광성. 내 개체의 껍질은 표현형에서 다양한 착색과 패턴을 보인다.

표현형(表現型, phenotype) 또는 발현형질(發現形質)은 생명학에서, 생명체가 유전적인 정보를 이용하여, 세포, 조직 및 개체에 단백질과 당을 통해 생산한 기능적 형질을 말한다. 유전자형과 비교되는 말이다.
이 용어는 유기체의 형태(물리적 형태 및 구조), 발달 과정, 생화학적 및 생리학적 특성, 행동 및 행동의 산물을 포함한다. 유기체의 표현형은 유기체의 유전자 코드(유전자형)의 표현과 환경 요인의 영향이라는 두 가지 기본 요소에서 비롯된다. 두 요인 모두 상호 작용하여 표현형에 추가로 영향을 미칠 수 있다. 두 개 이상의 명확하게 다른 표현형이 종의 동일한 개체군에 존재하는 경우 해당 종을 다형성(polymorphic)이라고 한다. 다형성의 잘 문서화된 예는 래브라도 리트리버 착색이다. 코트 색상은 많은 유전자에 따라 다르지만 환경에서 노란색, 검은색 및 갈색으로 명확하게 보인다. 리처드 도킨스는 1978년에 그리고 1982년 그의 저서 확장된 표현형(The Extended Phenotype)에서 다시 한 번 새둥지와 캐디파리 애벌레 케이스 및 비버 댐과 같은 기타 건축 구조물을 "확장된 표현형"으로 간주할 수 있다고 이야기했다.
빌헬름 요한센(Wilhelm Johannsen)은 1911년 유기체의 유전 물질과 그 유전 물질이 생산하는 것의 차이를 명확히 하기 위해 유전자형-표현형 구분을 제안했다. 이러한 구분은 생식질(유전)과 체세포(신체)를 구분한 아우구스트 바이스만(1834–1914)이 제안한 것과 유사하다. 보다 최근에 이기적인 유전자(The Selfish Gene, 1976)에서 도킨스는 이러한 개념을 복제자와 매개체로 구분했다.

## 같이 보기
- 유전학
- 유전체학
- 발현체학
- 체학